# NGC 2223
NGC 2223 ist eine Balken-Spiralgalaxie vom Hubble-Typ SBb im Sternbild Großer Hund südlich des Himmelsäquators. Sie ist schätzungsweise 114 Millionen Lichtjahre von der Milchstraße entfernt und hat einen Durchmesser von etwa 105.000 Lj.

Im selben Himmelsareal befindet sich u. a. die Galaxie NGC 2227.
Die Typ-II-Supernova SN 1993K wurde hier beobachtet.
Das Objekt wurde am 23. Januar 1835 von John Herschel entdeckt.